# 俄罗斯共产党人党
俄罗斯共产党人党（俄語：Российская партия коммунистов，缩写为），又称共产党人革命党（Революционная партия коммунистов），是俄罗斯历史上的一个共产主义政党。该党成立于1991年12月14日，由苏共马克思主义纲领部分成员和“共产主义倡议运动”部分成员建立。该党的主席是阿纳托利·克留奇科夫。2001年10月27日，该党与俄罗斯共产主义工人党合并为俄罗斯共产主义工人党—共产党人革命党。该党的机关报是《俄罗斯真理报》。